# Berdeniella incisa
Berdeniella incisa är en tvåvingeart som först beskrevs av Sarà 1958.  Berdeniella incisa ingår i släktet Berdeniella och familjen fjärilsmyggor. Inga underarter finns listade i Catalogue of Life.